# Asterophrys turpicola
Asterophrys turpicola és una espècie de granota de la família Microhylidae que viu a Papua Nova Guinea.